# Pyxicephalus
As rãs-duende ou rãs-touro são anfíbios anuros pertencentes ao gênero Pyxicephalus, da família Pyxicephalidae.

## Características gerais

### Aspectos anatômicos
De modo geral, é marcante a presença de estruturas ósseas odontoides na mandíbula de tais anuros, utilizados para segurar as presas durante sua deglutição. Ao contrário da maioria dos anfíbios, os machos deste gênero são maiores que as fêmeas.

### Distribuição e habitat
Os pixicefalídeos deste gênero distribuem-se por: África do Sul, Angola, Botsuana, Camarões, Quênia, Malawi, Moçambique, Namíbia, Nigéria, Senegal, Somália, Suazilândia, Tanzânia, Zâmbia, Zimbábue  e possivelmente em: Benim, Burkina Faso, Chade, Costa do Marfim, Gana, Guiné, Mali, República Centro-africana, República Democrática do Congo, Sudão, Togo e Uganda.
São encontrados em savanas secas, savanas-estépicas, marismas, plantações, canais e  valas. 

### Reprodução
Os membros do gênero Pyxicephalus ficam soterrados durante boa parte do ano, de modo a emergir após a estação chuvosa. Em seguida, ocorrem os acasalamentos. O momento reprodutivo é caracterizado pela formação de grupos de machos que aguardam a chegada de fêmeas isoladas. Após a fecundação, a qual é externa, os machos cuidam dos girinos até que a metamorfose dos filhotes esteja completa.
Nota: Pouco se sabe acerca de P. obbianus. As únicas especificidades conhecidas as quais são compartilhadas entre a rã-touro-de-calabresi e os demais anuros do gênero Pyxicephalus são aspectos básicos quanto à reprodução e ao habitat. Assim, tal espécie foi desprezada na digitação das características gerais, no que tange a anatomia, a distribuição e a reprodução. 

## Espécies
| Nome comum e binomial                                       | Imagem                   | Descrição | Distribuição e status |
| ----------------------------------------------------------- | ------------------------ | --- | --- |
| Rã-touro-africana Pyxicephalus adspersus Tschudi, 1838      | Brown pelican            | Filhotes: presença de linha ao longo do dorso. Machos adultos: comprimento médio de 23 cm, massa de 1,4 a 2 kg. Presença de linha escura. Tímpanos menores que os olhos e separados deles a uma distância que equivale ao dobro do diâmetro dos olhos. Fêmeas adultas: menores que os machos. Presença de linha.                            | Duas subespécies. Encontrada em: África do Sul, Angola, Botsuana, Quênia, Malawi, Moçambique, Namíbia, Suazilândia, Tanzânia, Zâmbia, Zimbábue e possivelmente na República Democrática do Congo. Status: Pouco preocupante. |
| Rã-touro-comestível Pyxicephalus edulis Peters, 1854        | Brown pelican            | Filhotes: Presença de linha clara. Machos adultos: comprimento entre 8,3 e 12 cm, dobro da massa e do volume das fêmeas. Ausência de linha. Tímpanos separados dos olhos a uma distância que equivale ao tamanho dos olhos. Fêmeas adultas: comprimento entre 8,5 e 11 cm, metade da massa e do volume dos machos. Presença de linha clara. | Monotípica. Encontrado em: Botswana, Camarões, Gâmbia, Quênia, Malawi, Moçambique, Nigéria, Senegal, Somália, África do Sul, Suazilândia, Tanzânia, Zâmbia, Zimbábwe, e possivelmente Benim, Burkina Faso, República Centro-Africana, Chade, República Democrática do Congo, Costa do Marfim, Gana, Guiné, Mali, Namíbia, Sudão, Togo e Uganda. Status: Pouco preocupante. |
| Rã-touro-de-calabresi Pyxicephalus obbianus Calabresi, 1927 | Não há imagem disponível | Adultos: comprimento maior que 9 cm, massa média desconhecida. Os tímpanos são maiores que os olhos e ficam muito próximos a eles. Acredita-se que indivíduos jovens não apresentam linha. | Monotípica. Somália. Status: Pouco preocupante. |